# Erich Damerow

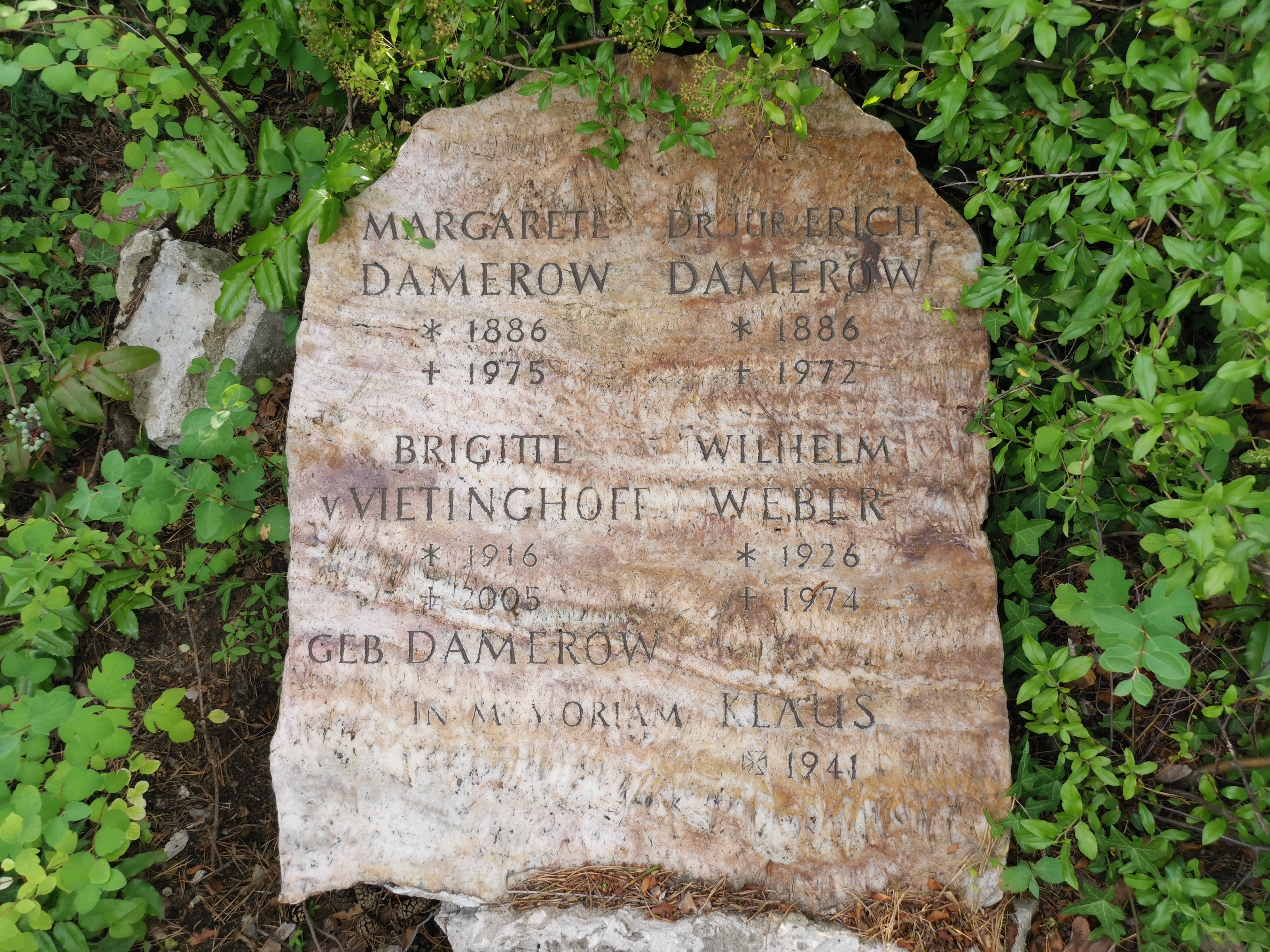
Grab auf dem Friedhof Ruhleben in Berlin-Charlottenburg

Erich August Ferdinand Damerow (* 14. Juli 1886 in Glienke bei Bromberg; † 14. Februar 1972 in Berlin) war ein deutscher Politiker (DDP/LDPD). Er war stellvertretender Ministerpräsident von Sachsen-Anhalt und Minister für Land- und Forstwirtschaft, Handel und Versorgung bzw. für Justiz des Landes Sachsen-Anhalt.

## Leben
Damerow besuchte das Realgymnasium und legte 1906 das Abitur ab. Anschließend studierte Rechts- und Staatswissenschaften an den Universitäten in Berlin, München und Kiel. 1911 promovierte er in Erlangen zum Dr. jur. und legte die 1. sowie 2. juristische Staatsprüfung ab. 1914/1915 leistete er Kriegsdienst. Danach war er bis 1918 Hilfsrichter bei verschiedenen Amtsgerichten der Provinz Posen und bis 1920 Magistratsassessor in Bromberg und Cottbus.
1919 trat Damerow der DDP bei. Von 1920 bis 1922 war er Stadtrat in Zerbst und 1922/1923 wirkte er dort als Bürgermeister. 1924 wurde er zum Oberbürgermeister von Köthen gewählt. 1933 wurde er vom NS-Regime abgesetzt und kurzzeitig in „Schutzhaft“ genommen, ihm folgte im Amt Richard Hengst nach. Anschließend arbeitete er bis 1945 als Vertreter, kaufmännischer Angestellter und Syndikus, zuletzt ab 1942 in der Wirtschaftskammer Chemnitz.
Nach Kriegsende gehörte er im Juni 1945 zu den Mitbegründern der Demokratischen Volkspartei in Halle (Saale), die im August 1945 in der Liberal-Demokratischen Partei Deutschlands (LDP) aufging. Bis März 1950 war er Mitglied des Landesvorstandes der LDP. Damerow war von 1946 bis 1950 Landesvorsitzender der LDP in Sachsen-Anhalt und gehörte von 1947 bis 1972 dem LDP- bzw. LDPD-Zentralvorstand an, von Juli 1947 bis Februar 1949 als stellvertretender Vorsitzender des Zentralvorstandes.
Im Mai 1946 wurde er Vizepräsident der Provinz Sachsen. Nach den Landtagswahlen im Dezember 1946 war er Mitglied des Landtags und wirkte als stellvertretender Ministerpräsident und Minister für Land- und Forstwirtschaft, Handel und Versorgung. Er galt – neben dem stellvertretenden Ministerpräsidenten Robert Siewert (SED) –, als einer der namhaften Belieferten aus der Provinzialregierung und den Parteien SED sowie LDP, die „Schwarzlieferungen“ von Lebensmitteln vom >>Leiter des Hilfswerks der Provinz Sachsen<<, Schwabe, bekommen hatten. Die Liste der früheren Angestellten des Schiebers Hans-Otto Schwabe, Helene Mader, „in der alle Schwarzlieferungen“ detailliert verzeichnet waren, hatte der provinzsächsische Generalstaatsanwalt Werner Fischl im Zusammenhang mit einem anderen Kriminalfall dem Polizeidirektor König überlassen.
Ab 1948 wurde Damerow Minister der Justiz des Landes Sachsen-Anhalt als Nachfolger von Erhard Hübener, der bis dahin dieses Amt als Ministerpräsident zusätzlich ausübte. Im November 1949 hatte Justizminister Damerow gegenüber einem ADN-Vertreter für die Öffentlichkeit zu erklären, dass der Generalstaatsanwalt von Sachsen-Anhalt, Fischl, „angewiesen worden“ sei, „Voruntersuchungen“ in der Affäre Conti „mit größter Intensität und Beschleunigung zu führen“. Die staatsanwaltlichen Ermittlungen mündeten in den gerichtlichen Schauprozess in Dessau 1950 ein.
1948/1949 war Damerow Mitglied des Verfassungsausschusses sowie Mitglied des Volksrates bzw. der Provisorischen Volkskammer.
Ab 1951 war er Abteilungsleiter bzw. Justitiar im Finanzministerium der DDR.
1913 heiratete er in Bromberg Margarete Korth (1887 Bromberg – 1975 Berlin-Wilmersdorf).

## Schriften
- Das furtum possessionis im römischen und heutigen Recht. Krahl, Bromberg 1912 (Dissertation).
- Coethen in Anhalt. H. Burkhard, Berlin 1925.
- Rechtsquellen für das Versicherungswesen der Deutschen Demokratischen Republik und des Demokratischen Sektors von Groß-Berlin. Deutscher Zentralverlag, Berlin 1952.
- Handbuch des Versicherungsrechts der Deutschen Demokratischen Republik unter Ausschluss der Sozialversicherung. Deutscher Zentralverlag, Berlin 1956.

## Ehrungen
- 1966 erhielt Damerow den Vaterländischen Verdienstorden in Silber.[7] Die Auszeichnung wurde ihm im Amtssitz des Staatsrats vom Stellvertreter des Vorsitzenden des Staatsrates Gerald Götting überreicht.[8]